# Моше Давід Тендлер
Моше Давід Тендлер (англ. Moshe David Tendler; 7 серпня 1926 — 28 вересня 2021) — американський рабин, професор біології та експерт з медичної етики. Працював завідувачем кафедри біології в Університеті «Єшива».

## Біографія
Моше Давід Тендлер народився в районі Нижнього Іст-Сайда Нью-Йорка 7 серпня 1926 року. Він отримав ступінь бакалавра в Нью-Йоркському університеті в 1947 році, а ступінь магістра в 1950 році. У 1949 році він був висвячений у теологічній семінарії рабина Ісаака Ельханана (RIETS), афілійованої з Університетом «Єшива», і отримав ступінь доктора з мікробіології Колумбійського університету в 1957 році.
У 1951 році Семюель Белкін з Університету Єшиви заохотив Тендлера очолити синагогу району Грейт-Нек протягом одного року як стажер, ставши першим рабином громади. Пізніше він кілька років був рабином громадської синагоги округу Монсі, Нью-Йорк.
Тендлер служив старшим рош-єшива (деканом) у RIETS, також професором єврейської медичної етики кафедри імені рабина Ісаака та Белли Тендлерів, професором біології в коледжі «Єшива». Його відзначали як експерта з єврейської медичної етики та її стосунків із галахою (єврейське право).
Тендлер був зятем Моше Файнштейна, всесвітньо відомого посека. Деякі відповіді Файнштейна у його праці «Iggerot Mosheh» (Листи Моше) адресовані його зятю.
Дружина Шіфра померла в жовтні 2007 року. Сам Тендлер помер 28 вересня 2021 року в Рошель-Парк, штат Нью-Джерсі.

## Медична етика

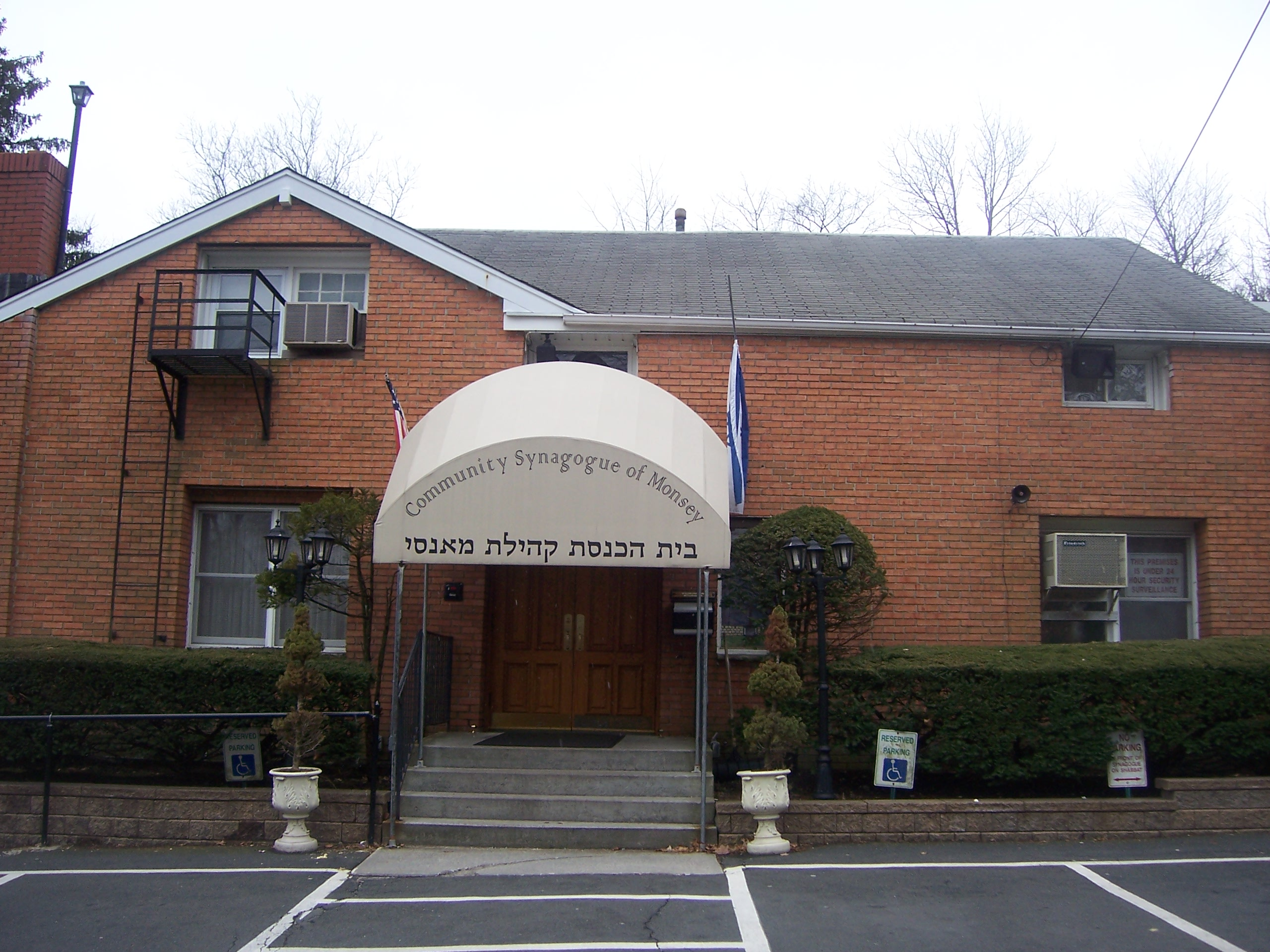
Громадська синагога Монсі

Тендлер писав і читав лекції з медичної етики. Він перекладав англійською мовою різні медичні відповіді Файнштейна, хоча Файнштейн прямо заборонив такі переклади. Тендлер відстоював теорію про те, що повне і необоротне припинення функції всього мозку робить людину «фізіологічно обезголовленою» і вважав її юридично мертвою відповідно до єврейського законодавства. Тендлер стверджував, що коли донорство органів було визнано допустимим за даних умов, воно стає обов'язковим, підпадаючи під рубрику юридичного обов'язку євреїв зберігати життя інших. Крім того, Тендлер багато писав про евтаназію, безпліддя, проблеми кінця життя, донорство органів і брит-мила (єврейське обрізання). Тендлер був рішучим прихильником використання трубки при виконанні меціци, відсмоктування крові під час обрізання. Будучи членом групи RCA з досліджень стовбурових клітин, Тендлер висловив шанобливу незгоду з позицією адміністрації Буша.
Тендлер був посеком Асоціації ортодоксальних єврейських вчених і її колишнім президентом.

## Точки зору
Тендлер висловив своє заперечення проти тактики, яку використовує Нью-Йоркська група з примусу до розлучення, рабинів, які використовували викрадення, а іноді й катування, щоб змусити єврейських чоловіків надавати своїм дружинам релігійні розлучення, сказавши: «Ідея, що бейт-дін може надати наказ про примус — це дурість, обман». Визнаючи, що він мав попередні стосунки з Менделем Епштейном (англ. Mendel Epstein), лідером цієї групи, Тендлер все ж охарактеризував його як «ненадійного». Щодо Мартіна Волмарка (англ. Martin Wolmark), іншого члена цієї групи, Тендлер заявив: «Він дуже розумний хлопець, і він американець. Я не можу уявити, щоб він вв'язався в таку брудну справу». Пізніше Епштейна визнали винним у змові з метою викрадення, а Волмарка — за змову з метою вимагання.

## Опубліковані роботи

### Статті
- So One May Live [Архівовано 7 квітня 2022 у Wayback Machine.] — щодо розділення сіамських близнюків
- Dental Emergencies on the Sabbath [Архівовано 9 січня 2022 у Wayback Machine.] у співавторстві з доктором Фредом Рознером
- Halakhic death means brain death [Архівовано 9 січня 2022 у Wayback Machine.] — пояснення позиції Тендлера щодо єврейського визначення смерті
- Rav Moshe on Organ donation [Архівовано 18 січня 2021 у Wayback Machine.] — аналіз Тендлера позиції Моше Файнштайна щодо донорства органів
- Molecular Genetics, Evolution, and Torah Principles [Архівовано 31 жовтня 2013 у Wayback Machine.] — у співавторстві з доктором Джоном Лойком
- How Should a Torah-Observant High School Biology Teacher Teach the Origin and Diversity of Species? — витяги з панельної дискусії на шостій Міжнародній конференції з Тори й науки у Маямі, 13 грудня 2005 року
- Erev Pesach that occurs on Shabbos [Архівовано 3 березня 2016 у Wayback Machine.]

### Книги
- Pardes Rimonim: A Marriage Manual for the Jewish Family. KTAV, 1988. ISBN 0-88125-144-5.
- Practical Medical Halachah. Co-author: Fred Rosner, Jason Aronson, 1997. ISBN 0-7657-9990-1.
- Responsa of Rav Moshe Feinstein: Translation and Commentary KTAV, 1996. ISBN 0-88125-444-4